# Tilapia mariae
Tilapia mariae es una especie de peces de la familia Cichlidae en el orden de los Perciformes.

## Morfología
Los machos pueden llegar alcanzar los 39,4 cm de longitud total.

## Distribución geográfica
Se encuentran en África: desde Costa de Marfil (río Tabou) hasta el suroeste de Ghana, y desde el sureste de Benín hasta el Camerún (río Kribi).